# Struttura di protezione antiribaltamento

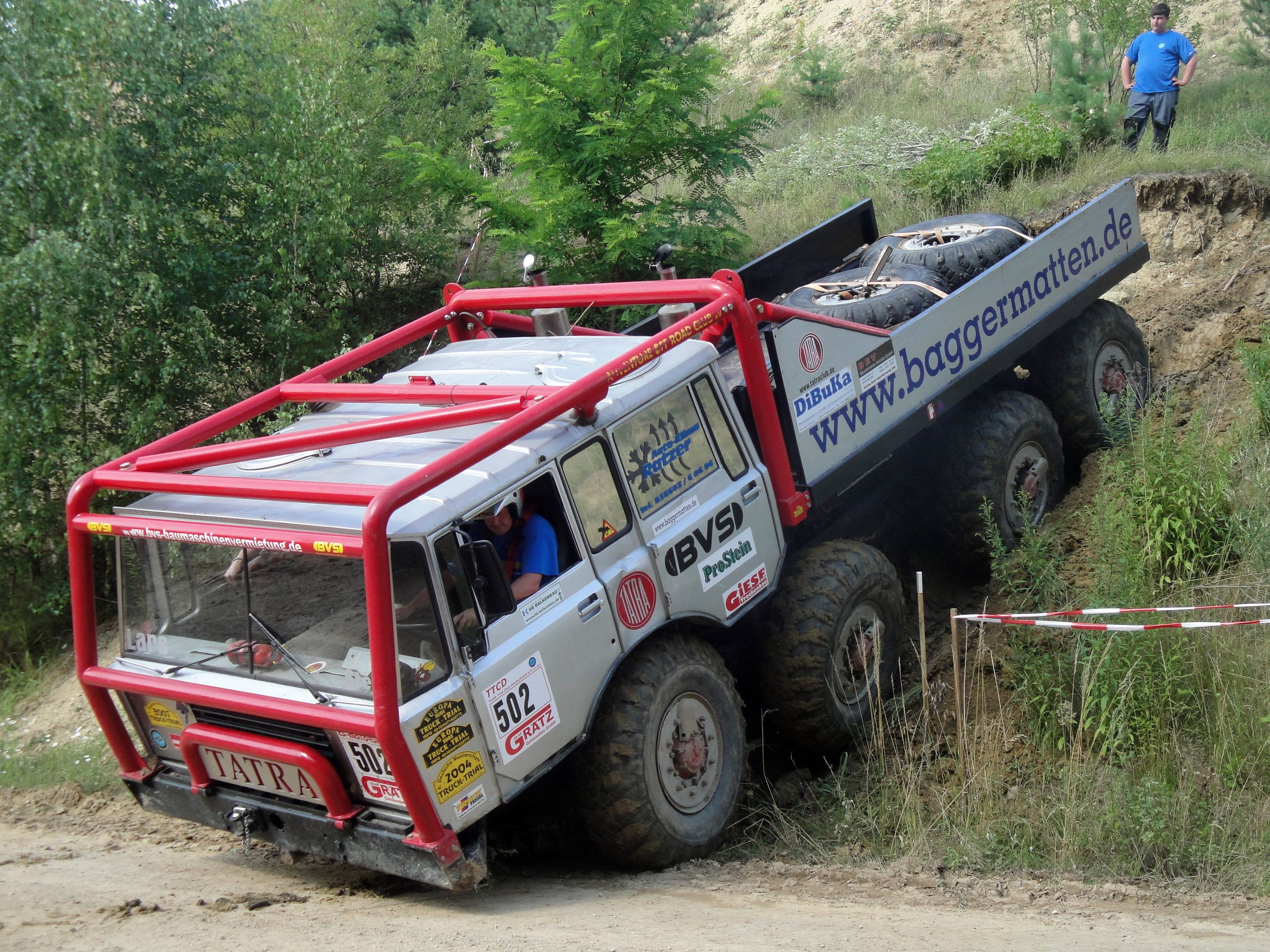
Struttura di protezione antiribaltamento installata su un veicolo Tatra 813

Una struttura di protezione antiribaltamento o sistema di protezione antiribaltamento o ROPS (dall'inglese "Rollover Protection Structure") è un sistema o una struttura destinato a proteggere i guidatori di veicoli da lesioni causate da ribaltamenti del veicolo. Analogamente a roll-bar, cabine e telai, una struttura di protezione antiribaltamento prevede componenti meccanici fissati al telaio del veicolo che mantengono una zona libera sufficientemente ampia da proteggere il corpo dell'operatore in caso di ribaltamento.
Sono comunemente presenti su veicoli utilizzati nell'edilizia, nell'agricoltura e nell'estrazione mineraria, come ad esempio trattori, macchine movimento terra e fuoristrada.

## Statistiche
Il ribaltamento dei trattori è una delle principali cause di morte sul lavoro nel settore agricolo. Negli Stati Uniti, dal 1992 al 2005, 1.412 lavoratori sono rimasti uccisi dal ribaltamento di un trattore, di cui circa 10.000 sono rimasti feriti. Questi decessi per ribaltamento rappresentavano circa il 20% di tutti i decessi nel settore agricolo. Tra il 2003 e il 2010, 933 lavoratori dei settori agricolo, forestale, della pesca e della caccia sono stati uccisi a causa del ribaltamento del trattore, rappresentando oltre il 63% di tutti i decessi correlati ai trattori. Il Consiglio nazionale per la sicurezza stima che ogni anno negli Stati Uniti tra i 150 e i 200 operatori di trattori muoiono a causa del ribaltamento. I ricercatori hanno anche tentato di stimare le probabilità che il ribaltamento del trattore provochi la morte dell'operatore. Una probabilità di circa 8 decessi per 100 ribaltamenti di trattori (8%) è stata stimata utilizzando i dati del programma Kentucky Fatality Assessment and Control Evaluation (FACE). Inoltre, i giovani sono particolarmente a rischio di essere schiacciati o bloccati da un veicolo (veicolo fuoristrada, trattore, ecc.) non dotato di roll-bar. I veicoli fuoristrada e i trattori continuano a essere le principali cause di infortuni mortali tra i giovani negli ambienti agricoli.
L'installazione di strutture di protezione antiribaltamento (ROPS) sui trattori più vecchi privi di questi dispositivi di protezione è stata identificata come una soluzione praticabile per ridurre i tassi di mortalità per ribaltamento tra gli agricoltori statunitensi. Se indossati con la cintura di sicurezza, questi controlli tecnici sono efficaci al 99% nel prevenire la morte dell'operatore in caso di ribaltamento.
L'Istituto nazionale statunitense per la sicurezza e la salute sul lavoro (NIOSH) stima che il tasso di mortalità dovuto al ribaltamento dei trattori negli Stati Uniti potrebbe essere ridotto di almeno il 71% se tutti i trattori fossero dotati di ROPS. Se abbinato all'uso corretto delle cinture di sicurezza sui trattori, il NIOSH stima che il ROPS potrebbe eliminare quasi tutti i decessi causati dal ribaltamento di trattori e tosaerba. Senza cintura di sicurezza, il ROPS è ancora efficace al 70% nel prevenire la morte dell'operatore, anche se esiste la possibilità che il conducente possa essere sbalzato dal trattore durante il ribaltamento e quindi lasciato non protetto dal ROPS.

## Standard e regolamentazione
Le strutture di protezione antiribaltamento sono definite da vari organismi di regolamentazione e standardizzazione, tra cui l'OSHA (Occupational Safety and Health Administration), l'ISO e l'OECD.
In Italia, l'installazione di strutture di protezione antiribaltamento sui trattori agricoli è obbligatoria dal 1974.